# Zuid-Afrika op de Gemenebestspelen

Vlag van Zuid-Afrika

Zuid-Afrika is een van de landen die deelneemt aan de Gemenebestspelen (of Commonwealth Games). Sinds 1930 heeft Zuid-Afrika veertienmaal deelgenomen. In totaal over deze veertien edities wonnen ze 416 medailles, waarvan 137 gouden.

## Medailles
| Zuid-Afrika op de Gemenebestspelen | Zuid-Afrika op de Gemenebestspelen | Zuid-Afrika op de Gemenebestspelen | Zuid-Afrika op de Gemenebestspelen | Zuid-Afrika op de Gemenebestspelen | Zuid-Afrika op de Gemenebestspelen |
| ---------------------------------- | ---------------------------------- | ---------------------------------- | ---------------------------------- | ---------------------------------- | ---------------------------------- |
| Jaar                               | Goud                               | Zilver                             | Brons                              | Totaal                             | Rang                               |
| 1930                               | 6                                  | 4                                  | 7                                  | 17                                 | 3                                  |
| 1934                               | 7                                  | 10                                 | 5                                  | 22                                 | 4                                  |
| 1938                               | 10                                 | 10                                 | 6                                  | 26                                 | 4                                  |
| 1950                               | 8                                  | 4                                  | 8                                  | 20                                 | 5                                  |
| 1954                               | 16                                 | 6                                  | 14                                 | 36                                 | 3                                  |
| 1958                               | 13                                 | 10                                 | 8                                  | 31                                 | 3                                  |
| 1994                               | 2                                  | 4                                  | 5                                  | 11                                 | 12                                 |
| 1998                               | 9                                  | 11                                 | 14                                 | 34                                 | 5                                  |
| 2002                               | 9                                  | 20                                 | 17                                 | 46                                 | 6                                  |
| 2006                               | 12                                 | 13                                 | 13                                 | 38                                 | 5                                  |
| 2010                               | 12                                 | 11                                 | 10                                 | 33                                 | 5                                  |
| 2014                               | 13                                 | 10                                 | 17                                 | 40                                 | 7                                  |
| 2018                               | 13                                 | 11                                 | 13                                 | 37                                 | 6                                  |
| 2022                               | 7                                  | 9                                  | 11                                 | 27                                 | 9                                  |